# Bollnäs landskommun
Bollnäs landskommun var en tidigare kommun i Gävleborgs län. Centralort var Bollnäs och kommunkod 1952–1958 var 2119.

## Administrativ historik
Bollnäs landskommun inrättades den 1 januari 1863 i Bollnäs socken i Hälsingland  när 1862 års kommunalförordningar trädde i kraft. Den 6 juli 1888 inrättades Bollnäs municipalsamhälle inom kommunen. Den 1 januari 1906 bröts sedan municipalsamhället ut ur kommunen för att bilda Bollnäs köping. Den 23 maj 1919 inrättades ett nytt municipalsamhälle, Björkhamre municipalsamhälle, inom kommunen. Den 1 januari 1923 bröts även detta municipalsamhället ut ur kommunen och bildade Björkhamre köping. Den 1 januari 1942 (enligt beslut den 7 mars 1941) lades de båda köpingarna samman för att bilda Bollnäs stad.
Den 1 januari 1948 (enligt beslut den 10 maj 1946) överfördes i kommunalt avseende samt i avseende på fastighetsredovisningen från Bollnäs landskommun och Bollnäs socken till Bollnäs stad området Långnäset med 4 invånare och omfattande en areal av 0,59 km², varav 0,14 km² land.
Kommunen påverkades inte av kommunreformen 1952 men uppgick dock 1 januari 1959 i staden, och landskommunen hade då 10 197 invånare. Bollnäs stad ombildades i sin tur till Bollnäs kommun när enhetlig kommuntyp infördes 1 januari 1971.

### Kyrklig tillhörighet
I kyrkligt hänseende tillhörde kommunen Bollnäs församling, som var gemensam med staden.

## Kommunvapnet
Blasonering: I fält av silver en på båda benen stående blå trana med hjässa, näbb och ben röda, ovanför en i stammen bjälkvis ställd av sågskuror bildad blå sträng.
Detta vapen fastställdes av Kungl. Maj:t den 15 maj 1952. Se artikeln om Bollnäs kommunvapen för mer information.

## Geografi
Bollnäs landskommun omfattade den 1 januari 1952 en areal av 875,83 km², varav 814,41 km² land.

## Politik

### Mandatfördelning i valen 1938–1954
| 5 | 15 |  | 10 | 5 | 2 |

| 35 |

| 3 | 17 | 12 | 5 |  |

| 36 |

| 9 | 14 | 10 | 5 |

| 33 |

| 5 | 18 | 9 | 5 |  |

| 34 |

| 5 | 18 | 8 | 5 | 2 |

| 34 |

### Fotnoter
1. ↑  Per Andersson: Sveriges kommunindelning 1863–1993, Draking, Mjölby 1993, ISBN 91-87784-05-X, s. 88
2. ↑   (PDF) Folkräkningen den 31 december 1945, I, Areal och folkmängd inom särskilda förvaltningsområden m.m., Befolkningsagglomerationer. Stockholm: Statistiska centralbyrån. 1947. sid. 85-86. Arkiverad från originalet den 25 oktober 2014. https://www.webcitation.org/6TamDOErk?url=http://www.scb.se/Grupp/Hitta_statistik/Historisk_statistik/_Dokument/SOS/Folkrakningen_1945_1.pdf. Läst 25 oktober 2014 Arkiverad 24 september 2015 hämtat från the Wayback Machine.
3. 1 2   ( PDF) Folkräkningen den 31 december 1950, I, Areal och folkmängd inom särskilda förvaltningsområden m.m., Tätorter. Stockholm: Statistiska centralbyrån. 1952. sid. 104 & 106-107. Arkiverad från originalet den 1 oktober 2014. https://www.webcitation.org/6T09ZkyrB?url=http://www.scb.se/Grupp/Hitta_statistik/Historisk_statistik/_Dokument/SOS/Folkrakningen_1950_1.pdf. Läst 16 november 2017 Arkiverad 29 oktober 2013 hämtat från the Wayback Machine.
4. ↑   ( PDF) Folkräkningen den 1 november 1960, I, Folkmängd inom kommuner och församlingar efter kön, ålder, civilstånd m.m.. Stockholm: Statistiska centralbyrån. 1961. sid. 54 & 204. Arkiverad från originalet den 15 juli 2015. https://www.webcitation.org/6a1zkRbkC?url=http://www.scb.se/Grupp/Hitta_statistik/Historisk_statistik/_Dokument/SOS/Folkrakningen_1960_01.pdf. Läst 16 november 2017 Arkiverad 14 oktober 2013 hämtat från the Wayback Machine.
5. ↑  ”Svenska Heraldiska Föreningens vapendatabas”. Arkiverad från originalet den 18 oktober 2012. https://web.archive.org/web/20121018011750/http://databas.heraldik.se/index.php. Läst 21 januari 2011.